# Great Rollright
Great Rollright är en by i civil parish Rollright, i distriktet West Oxfordshire, i grevskapet Oxfordshire, i England. Byn är belägen 16 km från Banbury. Great Rollright var en civil parish fram till 1932 när blev den en del av Rollright. Civil parish hade 289 invånare år 1931. Byn nämndes i Domedagsboken (Domesday Book) år 1086, och kallades då Rolle(a)ndri (majore).